# UBM plc
UBM plc war bis zur Übernahme des Unternehmens durch Informa im Jahr 2018 ein multinationaler Informations- und Medienkonzern mit Sitz in London. Seine Hauptgeschäftsfelder waren Livemedien und Business-to-business-Kommunikation, Marketing-Dienstleistungen und Datenvermittlung. Die Kunden stammten hauptsächlich aus der den Bereichen Technologie, Gesundheitswesen, Handel und Transport, Pharmazie und Mode. Das Unternehmen wurde im FTSE 250 Index der London Stock Exchange gelistet, bis es im Juni 2018 von Informa übernommen wurde.

## Unternehmensgeschichte

### Anfänge im Verlagswesen
Das Unternehmen wurde 1918 von David Lloyd George als United Newspapers gegründet, um die Zeitungen Daily Chronicle und Lloyd's Weekly Newspaper zu erwerben. Die Ursprünge der Unternehmen, die Teil von UBM sind, reichen jedoch bis ins 18. Jahrhundert zurück. UBM veröffentlicht noch immer Titel, die erstmals in diesem Zeitraum erschienen, etwa die Zeitschriften Building und Chemist & Druggist, die 1843 von Joseph Hansom ins Leben gerufen wurden. 1929 fusionierte das Unternehmen mit Provincial Newspapers, dem Besitzer einiger regionaler Zeitungen in Nordengland. Im darauffolgenden Jahr verkaufte das Unternehmen seine landesweit erscheinenden Zeitungen. Über die nächsten Jahrzehnte operierte die Firma als Verleger von regionalen Zeitungen und erwarb weitere Blätter wie 1969 die Yorkshire Post Newspapers.
1982 erwarb das Unternehmen PR Newswire. 1985 wurde Express Newspapers übernommen, der Verlag der Tageszeitung Daily Express. 1995 änderte das Unternehmen seinen Namen zu United News & Media. 1998 wurden die Regionalzeitung abgestoßen, 1999 CMP Media für 920 Millionen US-Dollar übernommen. 2000 veräußerte das Unternehmen Express Newspapers an Richard Desmond und benannte sich in United Business Media um. 2006 übernahm die Firma Commonwealth Business Media für 152 Millionen US-Dollar.
2008 verlegt UBM aus Steuergründen seinen Hauptsitz formal nach Irland, kündigte jedoch 2012 seine Rückkehr nach Großbritannien an. 2012 verkaufte UBMs Joint-Venture-Partner PA Group, Mutterkonzern der Nachrichtenagentur Press Association, dem Unternehmen ihren 50-%-Anteil an Canada Newswire für 30,1 Millionen britische Pfund.
Im Januar 2018 wurde UBM durch den britischen Verlag und Konferenzveranstalter Informa für 3,8 Mrd. £ übernommen.

### TV-Beteiligungen
MAI war Teil eines Konsortiums, das für das ITV-Netzwerk im Süden und Südosten bot, welche 1991 Meridian Broadcasting formten. Im Anschluss an die erfolgreiche Gründung von Meridian begann MAI zu expandieren: 1994 übernahm die Firma Anglia Television, das ITV-Franchise für den Osten Englands, und wurde im darauffolgenden Jahr Mehrheitsaktionär des Konsortiums, das das Gebot für Channel Five gewann. 1996 verschmolz MAI nach einer abgesegneten Übernahme mit United Newspapers zu United News & Media (UNM). Das Unternehmen kontrollierte damit den Daily Express, Meridian, Anglia und über die Yorkshire Post einen großen Anteil an Yorkshire Tyne Tees Television, den Inhabern von Yorkshire Television und Tyne Tees Television. Der Anteil an Yorkshire Tyne Tees Television wurde 1997 an Granada verkauft, das dadurch die Kontrolle über die beiden Sender erlangte. United News and Media stimmte später zu, den 20-%-Anteil von Scottish Television am Fernsehsender HTV zu übernehmen, am 28. Juni 1997 wurde HTV schließlich vollständig für 370 Millionen britische Pfund von UNM übernommen.
1999 kam es zu Gesprächen über eine Fusion von UNM mit dem Konkurrenten Carlton, die jedoch erfolglos abgebrochen wurden, als bekannt wurde, dass als Bedingung für das Zusammengehen Meridian hätte verkauft werden müssen. Stattdessen wurden die TV-Angebote der UNM an Granada verkauft. Aufgrund von Kartellbestimmungen, wonach Granada nicht die Kontrolle über einen derartig großen Zuschaueranteil besitzen dürfe, wurde der Rundfunkbereich der HTV im Gegenzug für Centrals 20-%-Anteil an Meridian an Carlton verkauft.

### Reorganisation seit 2005
2005 refokussierte sich UBM auf zwei Hauptbereiche: PR Newswire, einen weltweiten Nachrichtenlieferanten, und CMP, einen internationalen Event-, Print und Onlinepublishing-Anbieter. NOP wurde im selben Jahr für 383 Millionen britische Pfund an GfK veräußert. Im September 2006 erwarb NewBay Media CMP Entertainment Media von United Business Media.
Am 1. Juli 2008 wurde im Zuge einer Neuorganisation der Konzernstruktur die United Business Media Limited (UBML) als neue Holding eingerichtet. UBML ist in Großbritannien gemeldet und handelsgerichtlich in Jersey eingetragen.
2010 wurde die Holding in fünf operative Einheiten eingeteilt: Veranstaltung, TD & M, Data Services, Online und Print. Im September 2010 gab Canon Communications bekannt, dass es einem Übernahmeangebot durch UBM zugestimmt habe. Ebenfalls 2010 rief UBM den Marketingdienstleister DeusM ins Leben, ein Unternehmen mit Fokus auf der Einrichtung von Onlinecommunitys für Business-to-business-Händler.
Im Mai 2011 änderte United Business Media seinen Namen offiziell in UBM plc um.
Im Februar 2012 verkaufte die Yankee Group ihre jährliche Handelsmesse 4G World an UBM plc und sie wurde in die Division UBM Techweb eingegliedert. Ebenfalls im Februar 2012 erwarb Briefing Media für 10 Millionen britische Pfund UBMs britisches Portfolio in den Bereichen Landwirtschaft und Allgemeinmedizin, während UBM den Erwerb von vier Handelsmessen in Asien für 19,4 Millionen ankündigte, was UBMs anhaltende Transformation in einen Eventausrichter und B2B-Marketingdienstleister verdeutlichte.

## Geschäftsbereiche

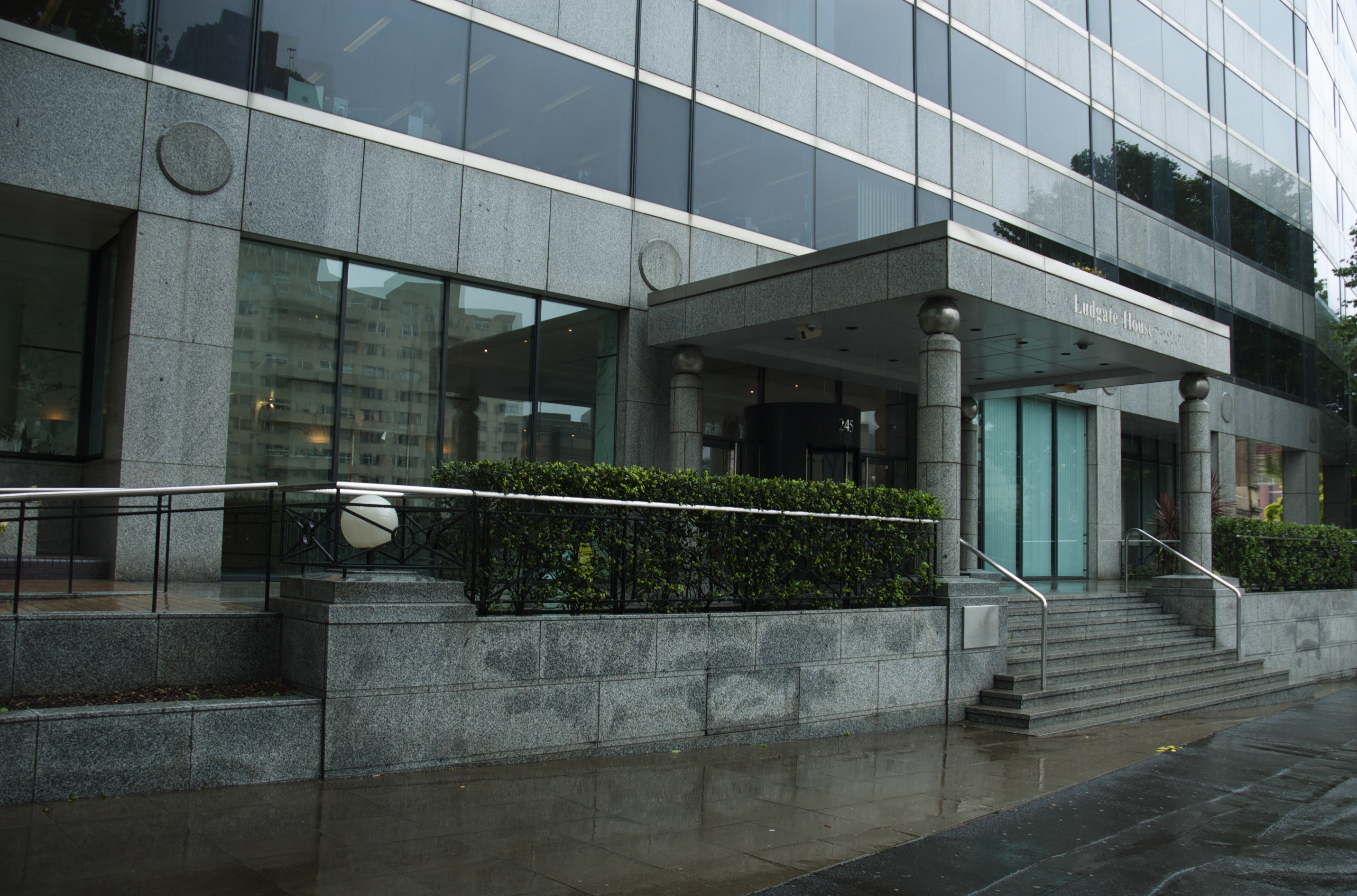
Ludgate House, UBMs Hauptquartier in London

UBM vertreibt Nachrichten und Informationen sowie Medienprodukte. Die Aktivitäten teilen sich auf in die Bereiche RISI, PR Newswire, UBM Asia, UBM Aviation, UBM Built Environment, UBM Canon, UBM Conferences, UBM Connect, UBM Global Trade, UBM Live, UBM Medica, UBM Awards, UBM Studios, UBM TechInsights, UBM Tech und UBM DeusM. Ebenfalls dazu gehört CMP Information (CMPi), das 2008 in fünf einzelne Bereiche aufgeteilt wurde. UBM ist zudem Hauptanteilseigner des Nachrichtenanbieters ITN und der Nachrichtenagentur Press Association.
UBM steht vor allem in Konkurrenz zu den Unternehmen International Data Group, Reed Elsevier, Nielsen, Informa und Centaur Media.
UBMs Medienangebote umfassen:
- 4G World
- Light Reading
- Black Hat Briefings
- Building
- Building Design
- CRN Magazine
- Datasheets.com
- DesignCon
- DESIGN West & DESIGN East
- Dr. Dobb’s Journal
- EDN
- EE Times
- Game Developers Conference, Game Developer, Gamasutra
- Information Week
- Internet Evolution
- Interop
- Medical Devices & Diagnostics Industry
- Official Airline Guide
- Official Guide of the Railways
- Packaging Digest
- PharmaLive
- Physicians Practice
- PlasticsToday
- Property Week
- Psychiatric Times
- Qmed
- Test & Measurement World
- The BrainYard
- The Journal of Commerce
- Travel Trade Gazette